# Wybory parlamentarne w Norwegii w 2005 roku
Wybory do parlamentu norweskiego Stortingu odbyły się 12 września 2005 roku na terenie całej Norwegii. Do podziału było 169 miejsc.
Frekwencja w wyborach wyniosła 76,6%. Do dymisji podał się premier Kjell Magne Bondevik. Wybory wygrała opozycyjna lewica, nowym premierem został były szef rządu Jens Stoltenberg. Koalicję rządową utworzyły trzy partie: Norweska Partia Pracy, Norweska Partia Centrum oraz Socjalistyczna Partia Lewicy.

## Wyniki
| Partia                                                             | Głosy % | +/- % | M-ca | +/- |
| ------------------------------------------------------------------ | ------- | ----- | ---- | --- |
| Norweska Partia Pracy (Arbeiderpartiet)                            | 32,7    | +8,4  | 61   | +18 |
| Norweska Partia Postępu (Fremskrittspartiet)                       | 22,0    | +7,4  | 38   | +12 |
| Norweska Partia Konserwatywna (Høyre)                              | 14,1    | -7,1  | 23   | -15 |
| Norweska Socjalistyczna Partia Lewicy (Sosialistisk Venstreparti)  | 8,8     | -3,8  | 15   | -8  |
| Chrześcijańsko-Demokratyczna Partia Norwegii (Kristelig Folkeparti | 6,8     | -5,6  | 11   | -11 |
| Norweska Partia Centrum (Senterpartiet)                            | 6,5     | +0,9  | 11   | +1  |
| Nowerska Partia Lewicy (Venstre)                                   | 5,9     | +2,0  | 10   | +8  |
| Norweski Sojusz Czerwonego Elektoratu (Rød Valgallianse)           | 1,2     | 0     | 0    | 0   |
| Norweska Partia Nadbrzeżna (Kystpartiet)                           | 0,8     | -0,9  | 0    | -1  |
| Inne partie                                                        | 1,2     | –     | 0    | 0   |
| Razem                                                              | 100     | –     | 169  | –   |